# Gnadenlos (Clancy)
Gnadenlos (im englischen Original: Without Remorse) ist ein Thriller des amerikanischen Bestsellerautors Tom Clancy aus dem Jahr 1993. Er wurde mit Tom Clancy’s Gnadenlos (2021) verfilmt.

## Handlung
Baltimore im Jahre 1971: John Kelly, ein ehemaliger hochdekorierter und psychisch angeschlagener Veteran des Vietnamkriegs, der ein halbes Jahr zuvor seine schwangere Frau bei einem Autounfall verloren hat, lernt zufällig die junge Pamela Madden kennen und verliebt sich in sie. Er nimmt sie mit auf seine eigene Insel Battery Island, auf der er wohnt. Unterwegs lernen die beiden das Ärztepaar Sam und Sarah Rosen kennen. Als diese im Gepäck von Pam Beruhigungstabletten entdecken, kommt ihre dunkle Vergangenheit ans Licht.
Die drogenabhängige Pam ist einem brutalen Zuhälter- und Drogenschmugglerring entkommen. Von dessen Mitgliedern wurde sie auf brutalste Weise missbraucht und von Drogen abhängig gemacht.
Kelly hilft ihr wieder zurück ins Leben und kümmert sich um sie. Er bekommt dabei Unterstützung vom Ehepaar Rosen. Doch Kelly bleibt nichts erspart. Ihr ehemaliger Zuhälter und seine Komplizen entdecken Pam. Nach einer Verfolgungsjagd macht Kelly einen folgenschweren Fehler. Pam wird auf grausame Weise umgebracht und Kelly schwer verletzt.
Im Krankenhaus lernt er die Krankenschwester Sandy O’Toole kennen. Körperlich und seelisch angeschlagen und verzweifelt macht sich Kelly auf einen brutalen Rachefeldzug gegen die Gangster und korrupte Polizisten. Diese mafiaähnliche Organisation versteckt Heroin in den Leichen US-amerikanischer Soldaten und schmuggelt es so in die USA. Dazu kommt, dass Kelly an einer zweiten Front kämpfen muss.
Er bekommt den Auftrag, inhaftierte amerikanische Offiziere aus einem geheimen Gefangenenlager in Vietnam zu befreien. Da sich in der betreffenden Gegend niemand so gut auskennt wie er, kann er sich dem geheimen Auftrag nicht entziehen. Er lebt von nun an in einem ständigen Konflikt zwischen seiner privaten und seiner militärischen Mission. 
In Baltimore setzt Kelly seinen Rachefeldzug fort. Dank seines Geschicks und seiner Erfahrung als ehemaliger Navy-Seal kann er Pams Mörder und die beteiligten Gangmitglieder umbringen. Es gelingt ihm auch, Doris, eine Freundin von Pam, zu befreien. Er bittet O’Toole, sich um sie zu kümmern, und tritt die Mission in Vietnam an. Leider herrscht auch bei letzterer Verrat und Korruption, das Vorhaben wird von einem Insider verraten und scheitert daher. Wochen später wird auch Doris von den Gangstern aufgespürt und umgebracht.
Während Kelly seinen Rachefeldzug zu Ende bringt, kommt ihm die Polizei in Gestalt von Jack Ryans Vater auf die Spur. Bei einer Verfolgungsjagd mit einem Boot der Küstenwache täuscht Kelly durch einen Zusammenstoß mit einem Frachtschiff seinen Tod vor. Mit Hilfe von Gewichten und einer Druckluftflasche überlebt er und wird wie geplant von drei US-Admirälen, darunter James Greer, die mit einem Segelboot der Navy in der Gegend sind, gerettet. Kelly bekommt eine neue Identität (John Clark) und tritt in den Dienst der CIA. Zusammen mit Sandy lebt er in Virginia.
Während seiner Abenteuer lernt Kelly einige Personen kennen, die in weiteren Folgen der Jack-Ryan-Romane wichtige Rollen spielen: Greer und Robert „Bob“ Ritter, beide später hochrangige CIA-Mitarbeiter, „Portagee“ Oreza (Küstenwache), Admiral Painter und den verräterischen Senatsmitarbeiter Henderson, der mit Kellys Hilfe als KGB-Agent „umgedreht“ wird.

## Ausgaben
- Clancy, Tom: Gnadenlos Goldmann, Februar 2003, ISBN 3442454247.